# Mesocondyla dardusalis
Mesocondyla dardusalis är en fjärilsart som beskrevs av Walker 1859. Mesocondyla dardusalis ingår i släktet Mesocondyla och familjen Crambidae. Inga underarter finns listade i Catalogue of Life.